# Arguayo
Arguayo es una de las entidades de población que conforman el municipio de Santiago del Teide, en la isla de Tenerife —Canarias, España—.
Es famoso por su ruta de Almendros en Flor, donde los amantes de la naturaleza y senderistas pueden disfrutar de un bonito paisaje de almendros en la época del año donde florecen para dar el fruto de la almendra, en enero y febrero.[cita requerida]

## Geografía
Se encuentra situado a unos cinco kilómetros de la capital municipal, a una altitud de 922 m s. n. m.
Cuenta con el CEIP Aurelio Emilio Acosta Fernández, un consultorio médico, un botiquín farmacéutico, un parque público, varias plazas, el pabellón polideportivo municipal Francisco Julián Martín González y el campo municipal de fútbol Horno de la Teja, un centro cultural, una iglesia, un tanatorio y un cementerio.
Arguayo cuenta con parte de su superficie incluida en la Red Canaria de Espacios Naturales Protegidos, teniendo sus zonas altas dentro del parque nacional del Teide, del parque natural de la Corona Forestal y de la reserva natural especial del Chinyero.

## Demografía
| Año        | 2000 | 2005 | 2010 | 2015 | 2020 |
| ---------- | ---- | ---- | ---- | ---- | ---- |
| Habitantes | 578  | 593  | 569  | 502  | 535  |

## Economía
Es un pueblo que se sustenta básicamente del entorno rural y campestre, agricultura y ganadería.[cita requerida]

## Fiestas
Se celebran fiestas patronales el 2 de febrero y el 15 de agosto, ambas en honor a Ntra. Sra de Candelaria. Otra festividad importante en la localidad es la del Santo Hermano Pedro el último domingo de abril.

## Comunicaciones
Se puede acceder a la localidad a través de la carretera TF-375 que une Santiago del Teide con Chío.

### Transporte público
En autobús ―guagua― queda conectada mediante las siguientes líneas de TITSA:
| Línea | Trayecto                                      | Recorrido     |
| ----- | --------------------------------------------- | ------------- |
| 461   | Arguayo - Los Gigantes                        | Horario/Línea |
| 462   | Guía de Isora - Valle Santiago - Los Gigantes | Horario/Línea |

## Lugares de interés
- Centro alfarero y museo etnográfico Cha Domitila